# Reina King
Reina King (nacida el 11 de abril de 1975) es una actriz de cine y televisión estadounidense. Comenzó su carrera interpretativa con el papel de Carolyn (1985-1986), la hija adoptada de Roger y Nadine en la comedia de situación What's Happening Now!! - una secuela de la popular sitcom de los años 70 What's Happening!!. En 1987, interpretó a Tiffany James en la película Maid to Order y en 1988, interpretó a la hija mayor de la actriz Alfre Woodard, Lanell Cooley, en la película Scrooged. Reina también apareció en un episodio (The Sing-Off, como Chica #2) del sitcom 227 en 1988; en el mismo sitcom en el que su hermana Regina King interpretaba a Brenda Jenkins. En 1990, interpretó a Rhonda en la película To Sleep with Anger junto a Mary Alice. Y en 1998, Reina estuvo en el cortometraje A Hollow Place como la madre de Corliss Young.

## Vida personal
King nació en Los Ángeles, California, hija de Thomas y Gloria King. Es la hermana más joven de la actriz Regina King.  Reina y su hermana tienen nombres similares: Reina y Regina, los cuales significan "reina" en español y latín, respectivamente. 